# 인수 킴 버그
인수 킴 버그(영어: Insoo Kim Berg, 1934년 7월 25일 ~ 2007년 1월 10일)는 미국의 심리치료사였고 위스콘신 대학을 거쳐 이화여자대학교 약학과를 졸업하였다.
인수 킴 버그는 서울특별시에서 태어나 자랐다. 그녀는 이화여자대학교 약학과였다. 1957년 그녀는 찰스 버그와의 결혼 후 미국을 여행했다. 그녀는 1960년 위스콘신 밀워키 대학에서 사회 사업 학부 및 대학원 학위를 취득하면서 공부를 시작했다. 그녀는 이후 밀워키에서 사회사업 관행을 시작했다. 버그와 그녀의 첫 남편 찰스는 1972년에 이혼했다. 그들에게는 사라 K 버그라는 딸이 있다. 버그는 시카고 가족연구소, 캔자스의 메닝거 재단 캘리포니아 팔로 알토의 정신연구소(MRI)에서 대학원 과정을 마쳤다. MRI에서 그녀는 미래의 남편인 스티브 드 셰이저도 만났다. 그녀와 스티브는 1977년 6월에 결혼했고 버그는 2007년 1월 10일 밀워키에서 72세 나이로 사망했다.

## 학력
- 위스콘신 대학(졸업)
- 이화여자대학교 약학과(졸업)